# Websumer
Websumer è un neologismo mutuato dall'inglese, composto dalle parole web e consumer.
Il termine è l'evoluzione del significato della parola prosumer e identifica l'utente che fruisce, in maniera selettiva, delle informazioni on-line (di cui è anche produttore) per orientare le proprie scelte e i propri acquisti.
Il concetto di Websumer è comparso la prima volta in Business Wire, in riferimento alla crescita del mercato online e successivamente è stato ripreso da D. Scott Brandt nell'accezione di utenti che utilizzano Internet come canale dove poter accedere a una grande quantità di informazioni di qualità eterogenea.
Nell'era del Web 3.0, il websumer è un utente-consumatore che in rete soddisfa il suo bisogno d'informazioni, elaborandole per orientare le sue decisioni d'acquisto. 
La crescente pervasività di Internet nella società odierna (l'aumento degli accessi da mobile ne è la prova) favorisce questa tendenza e l'affermarsi del social commerce.